# Королівська битва (2015)
Королівська битва (2015) — це супершоу від американського промоушену WWE, яке пройшло 25 січня 2015 року у Веллс-Фарго-центрі у Філадельфії, Пенсільванія, США. Це супершоу стало двадцять восьмим щорічним супершоу Королівська битва і першим по рахунку у 2015 році. Це було перше супершоу Королівська битва яке транслювалося в прямому ефірі на WWE Network. Це супершоу вважається одним з «Великої четвірки» супершоу WWE (разом з Реслманією, SummerSlam і Survivor Series).

## Створення
Королівська битва (2015) є супершоу WWE у якому реслери у різних конфліктах між собою. Реслери уособлюють собою лиходіїв або героїв на рингу. Конфлікти проходять таким шляхом, що спочатку, на рядових епізодах, обстановка розжарюється, а вже на самих святах реслінгу той чи інший конфлікт як правило підходить до свого логічного завершення.
Основним матчом цього супершоу є Королівська битва. Матч починають два реслери і через кожні півтори хвилини виходить новий реслер. Вважається знищеним реслер, який був викинутий за канати і двома ногами торкнувся підлоги. Всього в матчі беруть участь 30 реслерів. Переможець «Королівської битви» отримує можливість битися з чемпіоном світу у важкій вазі WWE на головному супершоу року Реслманії.
Квитки на це шоу надійшли в продаж на початку листопада 2014 року.

## Матчі
| №                                                                  | Матч | Тип матча                                                               | Час   |
| ------------------------------------------------------------------ | --- | ----------------------------------------------------------------------- | ----- |
| Kickoff                                                            | Антоніо Сезаро і Тайсон Кідд (з Адамом Роузом) перемогли Новий День (Кофі Кінгстон і Біг І Ленгстон) (з Ксавєром Вудсом) | Командний матч                                                          | 11:03 |
| 1                                                                  | Піднесення (Коннор і Віктор) перемогли Ізгоїв Нового Століття (Дорожній Пес і Біллі Ганн)                                | Командний матч                                                          | 05:25 |
| 2                                                                  | Брати Усо (Джіммі і Джей) (c) перемогли Міза і Деміана Міздоу                                                            | Командний матч за титул командних чемпіонів WWE                         | 09:20 |
| 3                                                                  | Близнючки Белла (Ніккі Белла і Брі Белла) перемогли Пейдж і Наталію.                                                     | Командний матч                                                          | 08:04 |
| 4                                                                  | Брок Леснар (c) переміг Джона Сіну і Сета Ролінса                                                                        | Матч Потрійна загроза за титул чемпіона WWE (англ. Triple threat match) | 22:52 |
| 5                                                                  | Роман Рейнс переміг Королівську битву.                                                                                   | Королівська битва з 30-ти реслерів                                      | 59:40 |
| (c) — примітка для чемпіона (або чемпіонів) які потрапляють у матч | |                                                                         |       |

## Королівська битва
| №  | Реслер                | № знищення | Реслер, який знищив                             | Час                    | Кількість вибитих |
| -- | --------------------- | ---------- | ----------------------------------------------- | ---------------------- | ----------------- |
| 1  | Міз                   | 1          | Бубба Рей Дадлі                                 | 04:01                  | 0                 |
| 2  | Ар-Трус               | 2          | Бубба Рей Дадлі                                 | 04:14                  | 0                 |
| 3  | Бубба Рей Дадлі       | 3          | Брей Уаятт                                      | 04:44                  | 2                 |
| 4  | Люк Харпер            | 4          | Брей Уаятт                                      | 04:13                  | 0                 |
| 5  | Брей Уаятт            | 24         | Біг Шоу і Кейн                                  | 46:58                  | 6                 |
| 6  | Кертіс Аксель         | -          | Був атакований Еріком Роуеном до виходу на ринг | Не брав участі у матчі | 0                 |
| 7  | Бугімен               | 5          | Брей Уаятт                                      | 00:47                  | 0                 |
| 8  | Сін Кара              | 6          | Брей Уаятт                                      | 00:38                  | 0                 |
| 9  | Зак Райдер            | 7          | Брей Уаятт                                      | 00:34                  | 0                 |
| 10 | Денієл Браян          | 11         | Брей Уаятт                                      | 10:11                  | 1                 |
| 11 | Фанданго              | 10         | Русев                                           | 07:35                  | 0                 |
| 12 | Тайсон Кідд           | 8          | Денієл Браян                                    | 02:29                  | 0                 |
| 13 | Стардаст              | 15         | Роман Рейнс                                     | 12:31                  | 0                 |
| 14 | Даймонд Даллас Пейдж  | 9          | Русев                                           | 02:29                  | 0                 |
| 15 | Русев                 | 28         | Роман Рейнс                                     | 35:17                  | 6                 |
| 16 | Голдаст               | 14         | Роман Рейнс                                     | 06:21                  | 0                 |
| 17 | Кофі Кінгстон         | 13         | Русев                                           | 02:51                  | 0                 |
| 18 | Адам Роуз             | 12         | Русев                                           | 00:24                  | 0                 |
| 19 | Роман Рейнс           | -          | Переможець                                      | 27:29                  | 6                 |
| 20 | Біг І Ленгстон        | 18         | Русев                                           | 14:50                  | 0                 |
| 21 | Деміен Міздоу         | 16         | Русев                                           | 00:18                  | 0                 |
| 22 | Джек Сваггер          | 20         | Біг Шоу                                         | 12:50                  | 0                 |
| 23 | Райбек                | 19         | Біг Шоу і Кейн                                  | 11:01                  | 0                 |
| 24 | Кейн                  | 26         | Роман Рейнс                                     | 16:56                  | 4                 |
| 25 | Дін Емброус           | 25         | Біг Шоу і Кейн                                  | 13:31                  | 1                 |
| 26 | Тайтус О'Ніл          | 17         | Дін Емброус і Роман Рейнс                       | 00:04                  | 0                 |
| 27 | Погані Новини Барретт | 21         | Дольф Зігглер                                   | 05:48                  | 0                 |
| 28 | Антоніо Сезаро        | 22         | Дольф Зігглер                                   | 04:56                  | 0                 |
| 29 | Біг Шоу               | 27         | Роман Рейнс                                     | 08:22                  | 5                 |
| 30 | Дольф Зігглер         | 23         | Біг Шоу і Кейн                                  | 02:20                  | 2                 |